# Constant Puyo
Charles Émile Joachim Constant Puyo ook wel: Commandant Puyo (Morlaix, 1857 – Parijs 1933) was een Frans fotograaf. Hij wordt gerekend tot de stroming van het picturalisme.

## Leven en werk
Puyo studeerde aan de École polytechnique te Parijs en trad vervolgens in het leger. In 1889 begon hij als amateur-fotograaf en in 1894 werd hij lid van de Photo-Club de Paris. Al snel daarna nam hij deel aan enkele van hun exposities. In 1896 trok hij de aandacht met zijn exposé Notes sur la photographie artistique, over fotografische technieken en theorieën. In 1902 verliet hij het leger en wijdde zich volledig aan de fotografie. Enkele van zijn foto’s werden in 1906 gepubliceerd in het bekende Amerikaanse fototijdschrift Camera Work en in datzelfde jaar exposeerde hij samen met zijn landgenoten Robert Demachy en René Le Bègue voor Alfred Stieglitz’ Photo-Secession-club in Galerie 291 te New York. Ook werd hij lid van de vooraanstaande Engelse fotografievereniging Brotherhood of the Linked Ring.
Puyo werkte veel met beeldmanipulaties en softfocus-technieken, waarmee hij een impressionistisch effect creëerde. Net zoals zijn landgenoot Demachy maakte hij daarbij veelvuldig gebruik van gomdruk-technieken. Zijn landschapsfoto’s worden getypeerd door diffuse lichtovergangen, vaak met gebruik van lichtreflexen en waterspiegelingen. Ook maakte hij veel vrouwenportretten en naakstudies.
Bij het begin van de Eerste Wereldoorlog trad Puyo opnieuw in het leger, nu als kapitein („Commandant Puyo“). Hij bleef echter tot einde van zijn leven ook fotograferen, publiceren en exposeren. In 1931 had hij samen met Demachy een grote overzichtstentoonstelling in Parijs. Hij overleed in 1933. Veel van zijn werk is te bezichtigen in het museum Nicéphore-Niépce te Chalon-sur-Saône.

## Galerij

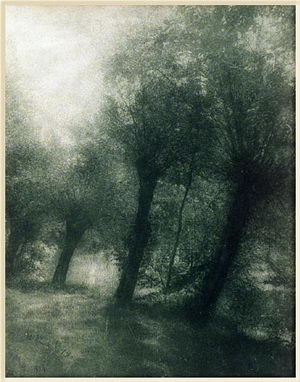
Boomstudie, 1914
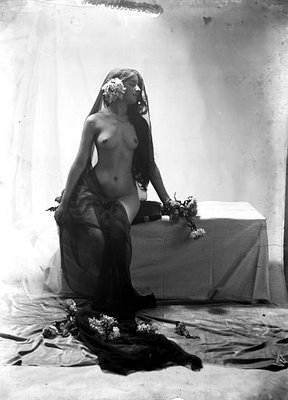
Naakstudie
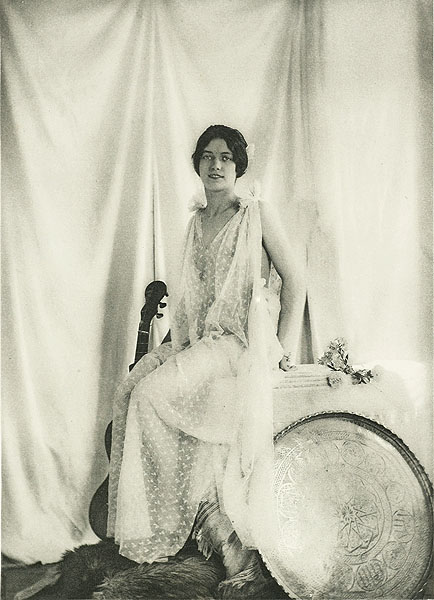
Fantasie en blanc
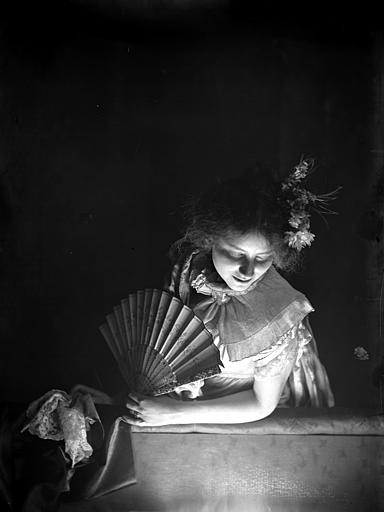
Mise en scène
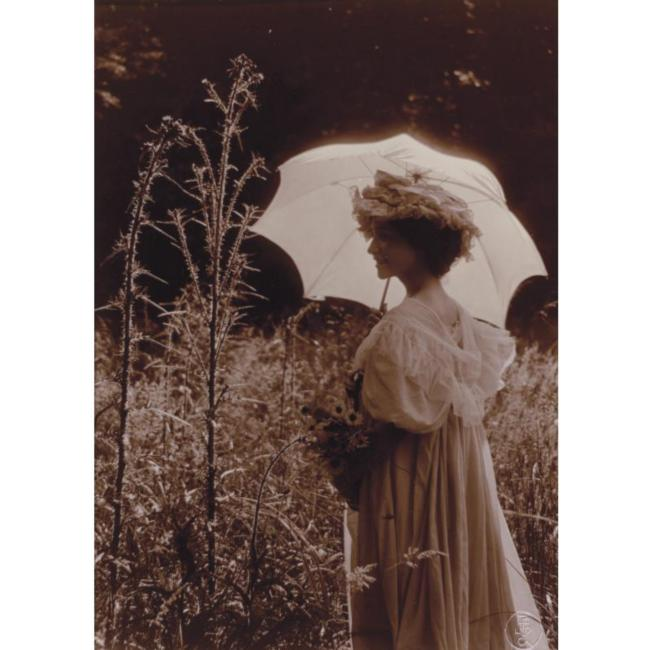
Vrouw met witte parasol
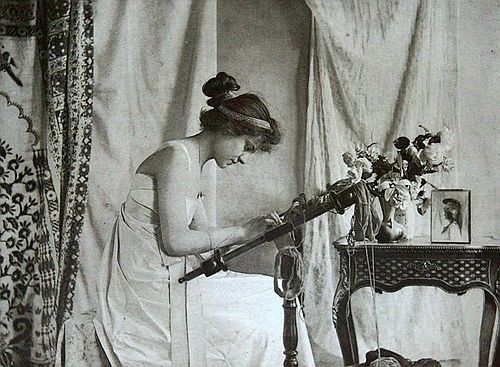
Zonder titel, 1894
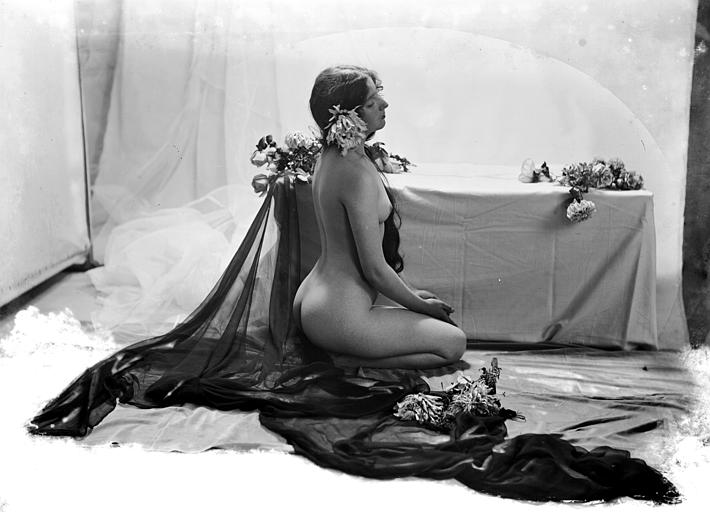
Femme nue
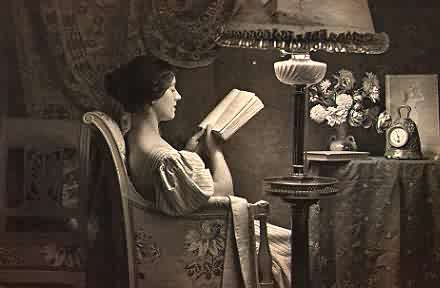
La veillée, 1895
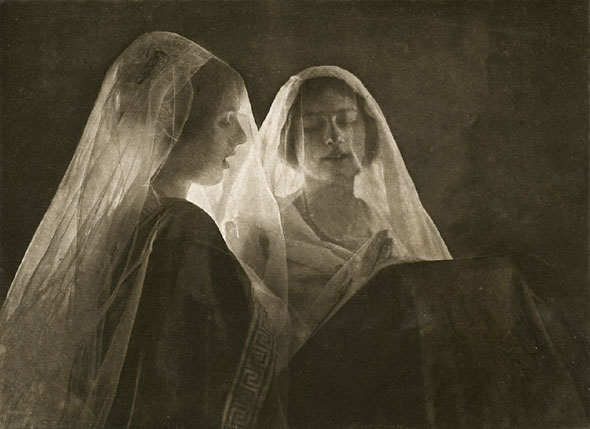
Gesluierde vrouwen, 1899
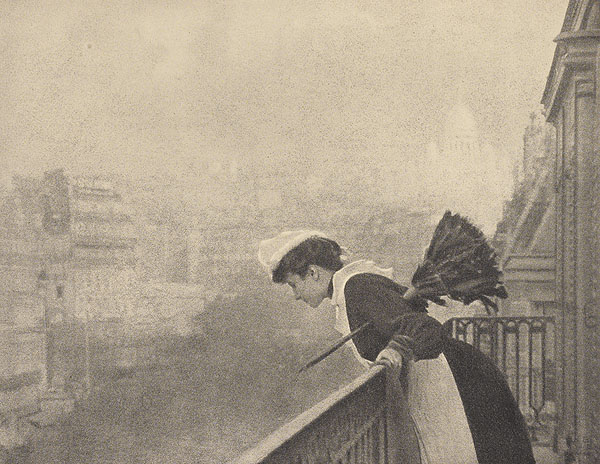
Montmartre, 1906 (uit ‘ Camera Work’)

## Geschriften
- 1904: Le Procédé à la gomme bichromatée, traité pratique et élémentaire à l'usage des commençants. Photo-Club de Paris
- 1904: Pour les débutants; met Étienne Wallon, Photo-Club de Paris
- 1907: Le Procédé Rawlins à l'huile. Photo-Club de Paris
- 1911: Le Procédé à l'huile. Nouvelle édition, refondue et augmentée. C. Mendel